# 鲍里斯皮尔国际机场
鲍里斯皮尔国际机场（烏克蘭語：Міжнародний аеропорт Бориспіль），又按俄语名译为鲍里斯波尔国际机场，是一座位于乌克兰基輔州鲍里斯皮尔的民用机场，距基辅市區29公里。該机场是乌克兰最大的机场，提供全国主要的国际航班服务。
為了區別基輔國際機場，國際上稱為基輔鮑里斯皮爾機場（Kyiv-Boryspil）。

## 歷史

### 早年
在1959年6月22日，部長會議的的烏克蘭蘇維埃社會主義共和國下令建立定期民用空中交通的到附近的鮑里斯皮爾當時軍用機場。1959年7月7日，新機場（名為Kiev-Tsentralnyi）獲得了其第一班定期航班。這是俄羅斯航空公司從莫斯科出發的圖波列夫Tu-104，載有100名乘客和約1,600公斤的貨物。送達的第一條路線是「莫斯科─基輔─莫斯科」和「列寧格勒─基輔─列寧格勒」。
1960年11月，由Tu-104和Antonov An-10飛機組成的第一個永久航空小組被分配到機場。在那之前，只有位於莫斯科和蘇聯其他城市的客機才為其提供服務。1965年，新的客運大樓開業。同年晚些時候，安裝了自動著陸輔助系統。
1963年，烏克蘭民航領土管理局成立了鮑里斯皮爾分部，該分部由機場及其航空兵組成。航空集團在1960年代和1970年代顯著增長。1974年，包括4架渦輪噴氣客機（Tu-104客機），渦扇客機（Tu-134和Tu-154客機）和兩架渦輪螺旋槳客機（伊留申Il-18客機）。
在冷戰的最後幾十年中，蘇聯空軍在波里斯波爾機場保有一架VTAP（第一軍用航空運輸團），該飛機飛行著伊留申Il-76運輸機。
到1980年代，鮑里斯皮爾開始接受有限的國際航班。為此，建立了更多的旅客服務和海關 / 邊境管制小組。但是，普通蘇聯公民不得從基輔出發，只能從莫斯科機場飛行。
由於發生俄羅斯入侵烏克蘭事件，且基輔市內多處發生爆炸，2022年2月24日起所有民用航班均停飛。

## 客運大樓和基礎設施

### 客運大樓
鮑里斯皮爾國際機場有四個客運大樓，其中之一是VIP客運大樓。另外，亦有客運大樓擴建計劃（客運大樓E），預計將在2015年左右完成，落成後每小時可處理2,000名乘客。而超出負荷的客運大樓A已於2011年9月15日關閉，國內航班移至客運大樓B，而客運大樓D亦於2012年5月28日落成有望疏導客運大樓B以致整個機場的人流。

### 客運大樓B

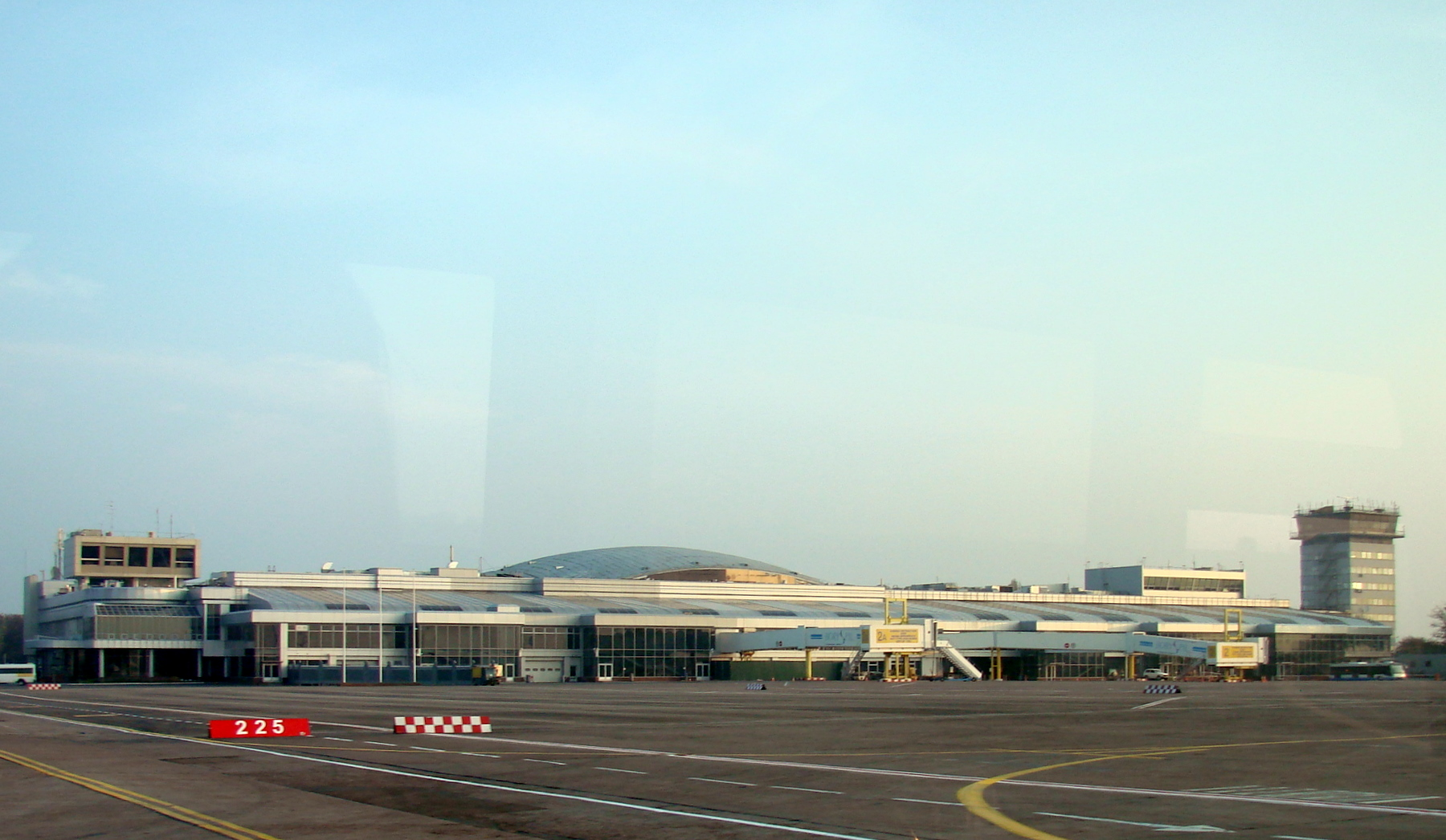
客運大樓B

B航站樓是蘇聯建造的原始建築，曾用於國內和國際航班的服務。其已經進行了廣泛的長期重建。該航站樓接待了商店、咖啡館、旅行社和銀行，以及航空公司辦公室和商務中心。一樓設有行李寄存，等候區和值機櫃檯，而安全和護照（移民）控制，主要候機室和航站樓的登機口位於二樓。護照檢查完畢後，乘客在出發休息室等候，那裡有一個商務休息室，一些咖啡館、餐廳和免稅商店。大樓內設有免費WiFi連接。航站樓有兩個登機橋和多個公交車站。現在，其已用於參加烏克蘭的猶太新年集市的哈西迪朝聖者的包機航班。

### 客運大樓D

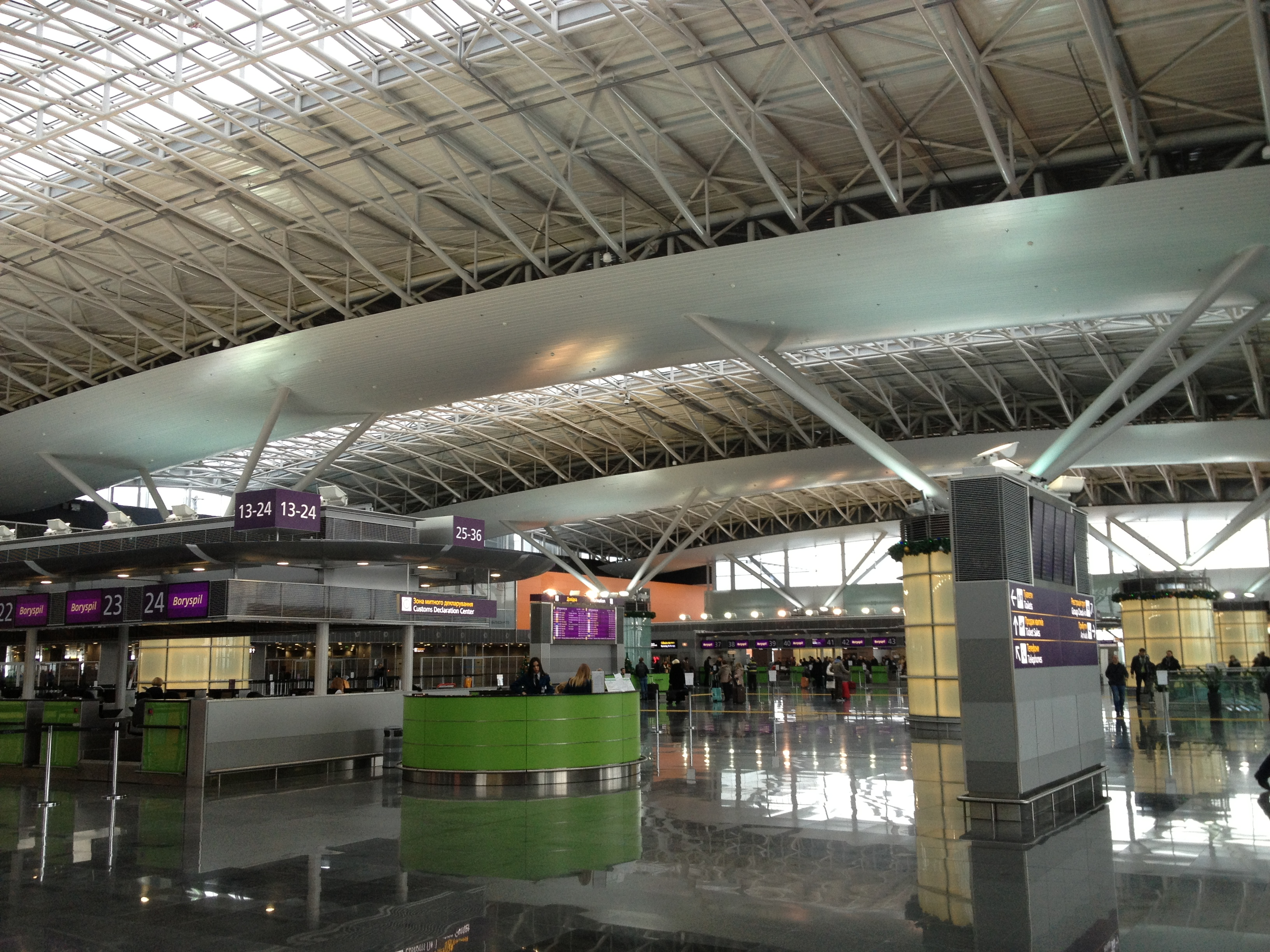
鮑里斯皮爾國際機場客運大樓D

D航站樓的建設始於2008年3月24日，於2012年5月28日開放，初始容量為每小時3,100名乘客。於2012年5月29日接待了第一批抵達的乘客。
D航站樓為國內和國際航班提供服務。它也是烏克蘭國際航空公司的樞紐和基地。它旨在支持一個集成系統，用於監視和引導到達和離開的乘客；通過實施基於多層分區原則的移動方案，可以確保這一點-出發的旅客使用機場的高層，而到達和尚未通過移民的旅客則在較低的層次上進行處理。一樓和二樓用於空側服務和行李分類。空側，二樓用於到達區和行李大廳。第四層保留給航空公司的休息室。可以從機場的中央通道到達該航站樓，以相同的方式進入該航站樓，但可以通過出口層的坡道。這座建築設有兩個登機橋和[機場穿梭巴士登機台，並配備了可處理寬體客機的功能，例如烏克蘭國際航空的波音777-200ER。
在烏克蘭邊防警察和國家海關總署保持控制點的出入境旅客（抵達的客人40護照展位和28出發）。該航站樓有11個配有噴射客機的登機口和其他“公交登機口”。
D航站樓定期舉辦由藝術基金會“ Artaniya”組織的瑪麗亞·普里馬琴科（Maria Prymachenko）和尤里·希米奇（Yuriy Khimich）等著名人物舉辦的烏克蘭藝術展覽。

## 統計

### 客運量
| 年份 | 客運量    | 變化     |
| ---- | --------- | -------- |
| 2004 | 3,168,000 | ▲035.0%  |
| 2005 | 3,930,000 | ▲024.1%  |
| 2006 | 4,618,000 | ▲017.6%  |
| 2007 | 5,671,300 | ▲022.7%  |
| 2008 | 6,700,000 | ▲017.4%  |
| 2009 | 5,793,000 | ▼0 13.0% |
| 2010 | 6,692,382 | ▲0 15.5% |
| 2011 | 8,029,400 | ▲0 20.0% |
| 2012 | 8,478,000 | ▲0 5.0%  |
| 2013 | 7,930,000 | ▼0 6.5%  |
| 2014 | 6,890,443 | ▼0 13.1% |
| 2015 | 7,277,135 | ▲0 5.6%  |

### 航線
| 等級 | 城市       | 國家   | 機場                                   | 航空公司                           | PAX     |
| ---- | ---------- | ------ | -------------------------------------- | ---------------------------------- | ------- |
| 1    | 莫斯科     | 俄羅斯 | 多莫傑多沃國際機場 謝列梅捷沃國際機場  | 俄羅斯航空, S7航空, 烏克蘭國際航空 | 900,000 |
| 2    | 特拉維夫   | 以色列 | 本-古里安國際機場                      | 以色列航空, 烏克蘭國際航空         | 380,000 |
| 3    | 阿姆斯特丹 | 荷蘭   | 阿姆斯特丹史基浦機場                   | 荷蘭皇家航空, 烏克蘭國際航空       | 305,000 |
| 4    | 法蘭克福   | 德国   | 法蘭克福機場                           | 漢莎航空, 烏克蘭國際航空           | 294,000 |
| 5    | 巴黎       | 法國   | 巴黎夏爾·戴高樂機場                    | 法國航空, 烏克蘭國際航空           | 260,000 |
| 6    | 伊斯坦堡   | 土耳其 | 阿塔圖克國際機場 薩比哈·格克琴國際機場 | 土耳其航空, 烏克蘭國際航空         | 251,000 |
| 7    | 杜拜       | 阿联酋 | 杜拜國際機場                           | 杜拜航空, 烏克蘭國際航空, 風圖航空 | 238,000 |
| 8    | 倫敦       | 英国   | 倫敦希斯路機場 格域機場                | 英國航空, 烏克蘭國際航空           | 228,000 |